# 日伊莱西托
日伊莱西托（法語：Gilly-lès-Cîteaux，法語發音：[ʒiji lɛ sito]），又称日伊莱熙笃，是法国科多尔省的一个市镇，位于该省东南部，属于博讷区。该市镇总面积11.03平方公里，2009年时的人口为628人。

## 人口
日伊莱西托人口变化图示